# Idioma hitchiti-mikasuki
La lengua hitchiti-mikasuki pertenece al subgrupo del este del grupo lingüístico de los lenguas muskogi. Hoy en día quedan unos 500 hablantes de mikasuki al sur de Florida.
Originalmente los mikasuki provienen del noroeste de Florida y de las Carolinas. El hitchiti es una lengua emparentada con el mikasuki, pero está extinguido. Están tan relacionadas que se consideran una única lengua.
- Datos: Q13316